# Ptychosperma ambiguum
Ptychosperma ambiguum là loài thực vật có hoa thuộc họ Arecaceae. Loài này được (Becc.) Becc. ex Martelli miêu tả khoa học đầu tiên năm 1935.